# Ганс Маєр (веслувальник)
Ганс Маєр (нім. Hans Maier, 13 червня 1908 — 6 березня 1943) — німецький академічний веслувальник.
Олімпійський чемпіон 1936 року в складі розпашної четвірки зі стерновим, срібний призер 1932 року в складі розпашної четвірки без стернового.